# زنده باد ناراسیما ردی
زنده باد ناراسیما ردی با نام اصلی سایرا ناراسیما ردی 
(به تلوگویی: Sye Raa Narasimha Reddy) فیلمی هندی محصول سال ۲۰۱۹ و به کارگردانی سورندر ردی است. در این فیلم بازیگرانی همچون چیرانجیوی، نایانتارا، تمنا باتیا، ویجی ستوپاتی، سودیپ، جاگاپاتی ببو، راوی کیشان، موکش ریشی، لاکشمی گوپالاسوامی، آنوشکا شتی، نثار و آمیتاب باچان ایفای نقش کرده‌اند.